# بوهلن (تورینگن)
بوهلن (به آلمانی: Böhlen) یک شهر در آلمان است که در ایلم-کرایس واقع شده‌است. بوهلن ۶۶۶ نفر جمعیت دارد.